# Cucoecamecrãs
Os cucoecamecrãs são um grupo indígena que teria habitado as margens do baixo rio Grajaú, no estado brasileiro do Maranhão.